# Microsoft Office XP
Microsoft Office XP (кодног назива Office 10) је канцеларијски пакет који је званично представљен у јулу 2000. од стране Microsoft-а за Windows оперативни систем. Office XP је пуштен у производњу 5. марта 2001.,  а касније је стављен на располагање у малопродаји 31. маја 2001.
Нове функције у Office XP-у укључују smart tag, функцију претраживања засновану на одабиру која препознаје различите типове текста у документу тако да корисници могу да обављају додатне радње; интерфејс окна задатака који обједињује популарне команде траке менија на десној страни екрана како би им се олакшао брз приступ; нове могућности сарадње са документима, подршка за MSN групе и SharePoint; и интегрисано препознавање рукописа и могућности препознавања говора. Уз Office XP, Microsoft је уградио неколико функција за решавање проблема поузданости који су примећени у претходним верзијама Office-а.
Office XP је након објављивања добио углавном позитивне критике, а критичари су хвалили његове карактеристике сарадње, заштиту докумената и функционалност опоравка, као и smart tag; међутим, могућности пакета за препознавање рукописа и говора су критиковане и углавном су сматране инфериорнијим у односу на сличне понуде конкурената. Од маја 2002. продато је преко 60 милиона Office XP лиценци.
Microsoft је издао три сервисна пакета за Office XP током његовог животног века. Подршка за Office XP је престала 12. јула 2011.

## Нове функције

### Интерфејс
Office XP има модернији, равнији изглед у поређењу са претходним верзијама. Ова промена је укључивала „уклањање визуелно конкурентних елемената, визуелно одређивање приоритета ставки на страници, повећање размака између слова и речи ради боље читљивости и дефинисање боје предњег плана и позадине како би се најважнији елементи довели на предњи део.

#### Окно задатака
Office XP уводи окно задатака који обједињује популарне команде траке менија на десној страни екрана како би им се олакшао брз приступ. Office XP укључује окна задатака Startup, Search, Clipboard и Insert Clip Art, као и окна задатака која су направљена за одређене програме. Word 2002 укључује окно задатака посвећено опцијама стила и форматирања. Корисници могу да се пребацују између отворених окна задатака помоћу дугмади за назад и напред; падајућа листа такође представља одређена окна задатака на која корисници могу да се пребаце.

### Алтернативни кориснички унос

#### Препознавање рукописа
Office XP уводи препознавање рукописа у све Office програме, омогућавајући корисницима да пишу мишем или оловком уместо да уносе текст куцањем на тастатури. Корисници могу да убацују руком писане белешке у Excel, додају руком писане коментаре у PowerPoint презентације, шаљу руком писане е-поруке са Outlook-ом или пишу директно у Word документе. Механизми за препознавање рукописа доступни су на Office XP-у на енглеском, поједностављеном кинеском, традиционалном кинеском, јапанском и корејском језику.

## Уклоњене функције
- Binder је замењен Unbind, програмом који може да издвоји садржај датотеке Binder. Unbind се може инсталирати са ЦД-РОМ-а.[14]
- У Excel 2002 неколико додатака више није доступно. Неки, али не сви, су интегрисани у Excel 2002 и тако су постали сувишни.[15][16]
- Бројне функције су уклоњене у Outlook 2002.[15][16]

## Верзије
Компонентни производи су били упаковани заједно у различите пакете. Нека од ових издања су била доступна као малопродајни пакети у потпуним верзијама или верзијама за надоградњу, друга као пуне ОЕМ верзије за укључивање са новим рачунарима, а трећа као верзије количинске лиценце које нису захтевале активацију. Сва издања су обезбедила основне компоненте програма Word, Excel и Outlook, а сва издања осим издања за мала предузећа су обезбедила PowerPoint.
| Апликације         | Standard for Students and Teachers | Standard | Professional      | Small Business | Professional with Publisher | Professional with FrontPage | Professional Special Edition | Developer    |
| ------------------ | ---------------------------------- | -------- | ----------------- | -------------- | --------------------------- | --------------------------- | ---------------------------- | ------------ |
| Начин лиценце      | Academic                           | Retail   | Retail and volume | OEM            | OEM                         | Volume                      | Retail                       | Retail, MSDN |
| Word 2002          | Да                                 | Да       | Да                | Да             | Да                          | Да                          | Да                           | Да           |
| Excel 2002         | Да                                 | Да       | Да                | Да             | Да                          | Да                          | Да                           | Да           |
| Outlook 2002       | Да                                 | Да       | Да                | Да             | Да                          | Да                          | Да                           | Да           |
| PowerPoint 2002    | Да                                 | Да       | Да                | Не             | Да                          | Да                          | Да                           | Да           |
| Access 2002        | Не                                 | Не       | Да                | Не             | Да                          | Да                          | Да                           | Да           |
| Publisher 2002     | Не                                 | Не       | Не                | Да             | Да                          | Не                          | Да                           | Не           |
| FrontPage 2002     | Не                                 | Не       | Не                | Не             | Не                          | Да                          | Да                           | Да           |
| Developer tools    | Не                                 | Не       | Не                | Не             | Не                          | Не                          | Не                           | Да           |
| MapPoint 2002      | Не                                 | Не       | Не                | Не             | Не                          | Не                          | Не                           | Не           |
| Data Analyzer 2002 | Не                                 | Не       | Не                | Не             | Не                          | Не                          | Не                           | Не           |
| Visio 2002         | Не                                 | Не       | Не                | Не             | Не                          | Не                          | Не                           | Не           |
| Project 2002       | Не                                 | Не       | Не                | Не             | Не                          | Не                          | Не                           | Не           |